# Himno nacional de Burundi
Burundi bwacu es el himno nacional de Burundi. Adoptado como himno nacional en 1962 bajo la presidencia de Jean-Baptiste Ntahokaja. Fue escrito por un grupo de compositores y arreglado por Marc Barengayabo.

## Letra enkirundi
Burundi Bwâcu, Burundi buhire, 

Shinga icúmu mu mashinga,

Gaba intahe y'úbugabo ku bugingo.

Warápfunywe ntíwapfúye,

Waráhabishijwe ntíwahababuka,

Uhagurukana, uhagurukana, uhagurukana, ubugabo urîkukira.

Komerwamashyí n'ámakúngu,

Habwa impundu nâbâwe,

Isamírane mu mashinga, isamírane mu mashinga, 
Burundi bwâcu, rági ry'ábasôkúru,

Ramutswa intahe n'íbihúgu,

Ufatanije ishyaka n'ubú hizi;

Vuza impundu wiganzuye uwakúganza uwakúganza. 
Burundi bwâcu, nkóramútima kurí twese, 

Tugutuye amabóko, umítima n'úbuzima,

Imâna yakúduhaye ikudútungire.

Horana umwami n'ábagabo n'ítekane.

Sagwa n'úrweze, sagwa n'ámahóro mezá.

## Letra en francés
Cher Burundi, ô doux pays,

Prends place dans le concert des nations.

En tout bien, tout honneur, accédé à l'indépendance.

Mutilé et meutri, tu es demeuré maître de toi-même.
 
L'heure venue, t'es levé

Et fièrement tu t'es hissé au rang des peuples libres.

Reçois donc le compliment des nations,

Agrée l'hommage de tes enfants.

Qu'à travers l'univers retentisse ton nom. 
Cher Burundi, héritage sacré de nos aïeux,

Reconnu digne de te gouverner

Au courage tu allies le sentiment de l'honneur.

Chante la gloire de ta liberté reconquise. 
Cher Burundi, digne objet de notre plus tendre armour,

A ton noble service nous vouons nos bras, nos cœurs et nos vies.

Veuille Dieu, qui nous a fait don de toi, te conserver à notre vénération.

Sous l'egide de l'Unité,

Dans la paix, la joie et la prospérité.

## Letra enespañol
Burundi, oh dulce país 

Tendrá lugar en el concierto de las naciones. 

En todo así, honorablemente, alcanzado la independencia. 

Meutri y mutilados, que sigue siendo dueño de sí mismo. 

Llegó el momento, se le levantó 

Y tiene izada con orgullo entre los pueblos libres. 

Por lo tanto, recibir el elogio de las naciones, 

Aprobar el homenaje de sus hijos. 

Y en todo el mundo para que suene su nombre. 

Querida Burundi, sagrado patrimonio de nuestros antepasados, 

Reconoció que los gobiernos dignos de 

Coraje aliados que un sentido de honor. 

Canta la gloria de su recuperada libertad. 

Querida Burundi, digno objeto de nuestra armadura suave, 

En su noble servicio que dedican nuestros brazos, nuestros corazones y nuestras vidas. 

La voluntad de Dios, que le dio, a mantener nuestra veneración. 

Bajo los auspicios de la Dependencia, 

En la paz, la alegría y la prosperidad.
- Datos: Q326886